# Achromobacter deleyi
Achromobacter deleyi es una especie de  bacteria gramnegativa del género Achromobacetr. Fue descrita en el año 2016. Su etimología hace referencia al científico Jozef De Ley. Es aerobia y móvil. Tiene un tamaño de 0,4-0,7 μm de ancho por 0,9-2 μm de largo. Forma colonias convexas, traslúcidas, no pigmentadas y con márgenes lisos en agar TSA tras 48 horas de incubación.. Tiene un contenido de G+C de 66,8%. Se ha aislado de los pulmones de un ratón en Dinamarca, así como de secreciones prostáticas, contenedores de residuos humanos, antes del 1966, y posteriormente de la nasofaringe.  